# Kaleidoscope (album Coldplay)
Kaleidoscope (album Coldplay) – minialbum brytyjskiego zespołu Coldplay, którego premiera odbyła się 14 lipca 2017 roku. Wydanie jest tzw. „albumem siostrzanym” z siódmym albumem grupy z 2015 roku, A Head Full of Dreams.  Minialbum został nominowany do nagrody Grammy podczas 60. ceremonii w kategorii Best Pop Vocal Album.
Nazwa płyty została ogłoszona 21 listopada 2016 roku przez wokalistę grupy, Chrisa Martina w poście w platformie Twitter. Kaleidoscope wstępnie miało być wydane 2 czerwca 2017 roku, jednak ta data została dwa razy opóźniona: najpierw do 30 czerwca, a potem do 14 lipca. Nośniki fizyczne albumu zostały wydane 4 sierpnia.

## Single

### Single główne
Pierwszym głównym singlem promującym wydawnictwo jest nowa wersja „Something Just Like This” – „Something Just Like This (Tokyo Remix)”, który został nagrany na żywo na koncercie grupy w Tokio i wydany 23 czerwca. Drugi główny singiel, „Miracles (Someone Special)”, nagrany z raperem Big Seanem, został wydany razem z minialbumem 14 lipca 2017 roku.

### Single promocyjne
Utwory minialbumu oraz piosenka „Hypnotized” zostały wydane 2 marca 2017 roku. 15 czerwca 2017 wydano „All I Think About Is You” razem z lyric video w reżyserii I Saw John First. 7 lipca 2017 roku, po występie grupy w Niemczech na Global Citizen Festival, wydany został „A L I E N S” jako singiel charytatywny wraz z animowanym lyric video autorstwa Diane Martel i Bena Jones, które przedstawia podróżującą rodzinę kosmitów. Wszystkie zarobione przez singiel środki zostały podarowane dla Migrant Offshore Aid Station (MOAS), fundację zajmującą się pomocą uchodźcom, której Coldplay jest patronem.

## Lista utworów
| Nr | Tytuł utworu                             | Autorzy                                        | Długość |
| -- | ---------------------------------------- | ---------------------------------------------- | ------- |
| 1. | „All I Can Think About Is You”           | Coldplay, Rik Simpson                          | 4:34    |
| 2. | „Miracles (Someone Special)”             | Coldplay, Rik Simpson, Bill Rahko              | 4:36    |
| 3. | „A L I E N S”                            | Coldplay, Brian Eno, Rik Simpson, Markus Dravs | 4:42    |
| 4. | „Something Just Like This (Tokyo Remix)” | Coldplay, Andrew Taggart, The Chainsmokers     | 4:34    |
| 5. | „Hypnotized (EP Mix)”                    | Coldplay, Rik Simpson                          | 6:31    |
|    |                                          |                                                | 24:57   |

## Certyfikaty i sprzedaż
| Kraj          | Certyfikat  | Sprzedaż |
| ------------- | ----------- | -------- |
| Włochy (FIMI) | złota płyta | 25 000+  |